# Баюновська сільська рада
Баюно́вська сільська рада (рос. Баюновский сельский совет) — сільське поселення у складі Косіхинського району Алтайського краю Росії.
Адміністративний центр — селище Український.

## Історія
Станом на 2010 рік селище Баюново перебувало у складі Романовської сільської ради.

## Населення
Населення — 1259 осіб (2019; 1554 в 2010, 1642 у 2002).

## Склад
До складу сільської ради входять:
| Населений пункт     | Населення, осіб (2002) | Населення, осіб (2010) |
| ------------------- | ---------------------- | ---------------------- |
| Баюново, селище     | 209                    | 161                    |
| Восход, селище      | 230                    | 208                    |
| Логове, селище      | 202                    | 163                    |
| Український, селище | 1001                   | 1022                   |